# Mohács I. (hajó)
A Mohács I. magyar gyártmányú, alumínium szerkezetű katamarán, amelyet a Dunán és a Dráván üzemeltet a névadó város tulajdonában álló Mohácsi Városgazdálkodási és Révhajózási Kft. Egy európai uniós program keretében, Mohács önkormányzatának megbízásából, a térség idegenforgalmának támogatására 2018-19-ben építette Budapesten egyedi hajóként a Magyar Kikötő Zrt. 
Az alumíniumvázas jármű 48 turistát, 2 főnyi személyzetet és akár 15 kerékpárt is szállíthat egyszerre. Az akadálymentesített, fűthető-hűthető, nagy panorámaablakokkal, vízbeesés elleni habvéddel, radarral, GPS-szel és egyéb korszerű műszerekkel felszerelt húszméteres katamaránt wifivel, nagyképernyős okostelevízióval, hangosítással is ellátták, és pódiumot és büfésarkot is kialakítottak. A két 370 lóerős Volvo Penta motor akár 40 km/h síkvízi sebességgel is tudja mozgatni a hajót. Az alacsony merülésű, nagyjából 207 millió forintba kerülő jármű az induláskori tervek szerint a gemenci Keselyűs-kikötőtől a Béda-Karapancsa tájegységig, horvát területen Eszékig, illetve Vukovárig közlekedik, a Dráva almási betorkollásánál érintve a Kopácsi-rétet. 